# Капустянський Микола Олександрович
Мико́ла Олекса́ндрович Капустя́нський (псевдо: Віктор Низовий-Чумак; 1 лютого 1879; або 30 березня 1881, с. Чумаки, Катеринославська губернія, Російська імперія — 19 лютого 1969, Мюнхен) — український військовий і політичний діяч, генерал-хорунжий Армії УНР (генерал-полковник в еміграції), діяч Української Військової Організації, співорганізатор (співзасновник) ОУН, один із керівників ОУН. Входив до складу Проводу Українських Націоналістів.  
Відповідно до українського законодавства може бути зачисленим до борців за незалежність України у XX столітті.

## Освіта
Народжений, за одними даними, 1 лютого 1879 року. За іншими, народився 30 березня 1881 року в с. Чумаки,Дніпропетровська область, Україна (тоді Катеринославська губернія) у священицькій родині, від самого дитинства виховувався в християнському дусі. Закінчив 4-класну Катеринославську духовну семінарію (1899), Одеське піхотне юнкерське училище (1904), закінчив Миколаївську військову академію за 1-м розрядом (1912).
До армії на військову службу до 134-го піхотного Феодосійського полку (Катеринослав) був покликаний у 1900 році. В армії виявив великі здібності і відвагу. У 1904 році у ранзі підпоручника до 105-го піхотного Оренбурзького полку (Вільно) зголосився добровільно до участі в російсько-японській війні. З 18 березня 1905 року був приділений до 8-го Східно-Сибірського стрілецького полку, що перебував на Далекому Сході.
7 квітня 1906 року — після завершення війни повернувся до 105 Оренбурзького піхотного полку у Вільні.
У травні 1908 року був прийнятий до Імператорської Миколаївської військової академії в Петербурзі. В 1912 році закінчив академію, написавши працю «Повітряна розвідка»; за успішне закінчення академії був нагороджений орденом святої Анни III ступеня.

## Офіцер російської армії

Штаб V стрілецької бригади російської армії. Третій зліва в першому ряду — старший ад'ютант бригади капітан М. О. Капустянський. 14 жовтня 1915 року

Учасник російсько-японської війни 1904-1905 років і Першої світової війни. З липня 1914 року — старший ад'ютант штабу 5-ї стрілецької бригади. З 19 жовтня 1915 року — штаб-офіцер для доручень штабу 21-го армійського корпусу, з 31 березня 1916 року — штаб-офіцер для доручень при штабі 3-го армійського корпуса. З 15 серпня 1916 року — підполковник, начальник штабу 173-й піхотної дивізії. З 9 лютого 1917 року — в. о. начальника штабу 171-ї піхотної дивізії. Останнє звання у російській армії  — полковник. За бойові заслуги був нагороджений Георгіївською зброєю.
Улітку 1917 року — один з ініціаторів формування українських військових частин. Із серпня 1917 року начальник штабу 1-ї Української піхотної дивізії.

## Воєначальник української армії
З 3 вересня 1917 року — в. о. начальника штабу 104-ї піхотної (1-ї Української) дивізії.
На момент Жовтневого більшовицького перевороту у Петрограді підполковник М. Капустянський знаходився у Києві як делегат III Всеукраїнського військового з'їзду. Завдяки своїм ораторським здібностям він став популярним та його ледь не обрали командиром полку Охорони Революції, який мав утворитися з делегатів з'їзду. Командиром полку було обрано Юрія Капкана — командира богданівців.
Наприкінці 1917 року генеральний секретар Центральної ради з військових питань Симон Петлюра призначив його начальником штабу 11-й армії.
З 3 до 19 січня 1918 року — начальник штабу Північно-Західного фронту у Бердичеві, утвореного для боротьби з більшовиками. 3 січня 1918 року був запрошений комісаром Центральної Ради на Південно-Західному фронті Аполлоном Певним до Бердичева — очолити штаб фронту. Вже 19 січня 1918 року до Бердичева вдерся Революційний загін лівого есера Кіквідзе, розігнав усіх прихильників Центральної Ради та знов передав владу до рук більшовицького Військо-революційного комітету. Після захоплення більшовиками Бердичева Капустянський зумів уникнути арешту та втекти до Білої Церкви — штабу 1-ї Української дивізії.
5 лютого 1918 року був демобілізований.

### В добу Гетьманату
Де перебував та що робив Микола Олександрович на початку весни 1918 року достеменно не відомо. Швидше за все, після звільнення українськими військами Житомира, в кінці лютого 1918 року він перебрався туди разом із рештками 1-ї Української дивізії.
З березня 1918 року служив у Генеральному штабі української армії, був членом Військово-ученого комітету при Генштабі. Згідно з Загальним списком старшин Генерального штабу Української Держави, Микола Капустянський офіційно вступив на військову службу 1 травня 1918 року. Можливо, ця дата була поставлена формально, бо в Житомирі Микола Олександрович фактично повернувся на свою попередню посаду — начальника штабу 2-ї пішої дивізії (колишньої 1-ї Української) Армії Української Держави.
У Житомирі Капустянський разом із дружиною — 26-літньою Надією Йосипівною — жив на вулиці Дмитріївській, 24. Коли саме він одружився — сказати важко. У списках Генерального штабу за 1914 рік Микола Олександрович значився ще холостим — тож або перед самою війною, або 1918 року. У цей же час російські монархічні кола запропонували Капустянському прийняти посаду старшого ад'ютанта штабу Саратовського корпусу, що ставив собі за мету повернення на трон Миколи II. Однак від пропозиції він відмовився.
12 жовтня 1918 року Капустянського було підвищено до рангу полковника, а на початку листопада — переведено до Києва начальником канцелярії Військово-наукового комітету Головного управління Генерального штабу Української Держави. У Києві Капустянський не встиг навіть облаштуватися (він приїхав без дружини): під час повстання проти гетьмана Київ було взято в облогу військами Директорії, і гетьманським генералам, що в більшості раптово стали «истинно русскими людьми» стало не до Капустянського.

## В добу Директорії
Підтримав Директорію Української народної республіки (УНР), створену противниками гетьмана Павла Скоропадського.
З 25 грудня 1918 року — начальник оперативного відділу штабу Дієвої армії УНР, згодом заступник першого генерал-квартирмейстера штабу армії УНР.
4 квітня 1919 року був заарештований отаманом Оскілком за звинуваченням у співпраці з червоними, 28 квітня 1919 року — звільнений.
Станом на 26 вересня 1919 року — т.в.о. начальника штабу Дієвої армії УНР. З початку жовтня 1919 — начальник 1-ї Управи (генерал-квартирмейстер) штабу Діючої армії УНР, генерал-хорунжий.
25 листопада 1919 року був інтернований польською владою до табору у Ланцуті.

## Діяч націоналістичного руху

Перший Конґрес Українських Націоналістів у Відні, 1929 рік. Сидять зліва направо 1 ряд: Юліан Вассиян, Дмитро Андрієвський, Микола Капустянський, Євген Коновалець, Микола Сціборський, Яків Моралевич, Володимир Мартинець, Микола Вікул. Стоять зліва направо 2 ряд: Іван Малько, Осип Бойдуник, Максим Загривний, Євген Зиблікевич, Петро Кожевників, Дмитро Демчук, Леонід Костарів, Олесь Бабій, Ріко Ярий, Михайло Антоненко, Зенон Пеленський. Стоять зліва направо 3 ряд : Юрій Руденко, Ярослав Барановський, Степан Охримович, Степан Ленкавський, Андрій Федина, Ярослав Герасимович, Теофіл Пасічник-Тарнавський, Олександр Згорлякевич

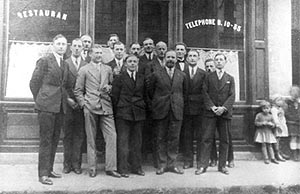
Учасники свята запорожців у Парижі. 1937 р. У першому ряду зліва направо: Василь Недайкаша, Іван Охмак, Сергій Редько, Микола Капустянсъкий, Петро Морозовський, Леонід Буткевич; 2-й ряд: Леонід Бахтін, Іван Небоба, Іван Вереха, Вільгельм Габсбург, Сергій Бордючівський

Зліва на право: Ф. Кордуба, М. Капустянський, О. Кульчицький

Перебуваючи у таборі для інтернованих у Ланцуті та переїхавши згодом до Варшави, написав на замовлення Військового міністерства УНР військово-стратегічне дослідження «Похід українських військ на Київ-Одесу» (в трьох частинах), де піддав суворій критиці політику Центральної Ради, Гетьманату, Директорії, лідерів Західноукраїнської Народної Республіки, що призвело до розриву з багатьма колишніми друзями.
Через кілька років Микола Капустянський став членом Української Військової Організації, очолюваної полковником Євгеном Коновальцем.
З 26 квітня 1920 року — представник Генерального штабу УНР при польському Генеральному штабі.
З 15 червня 1920 року — 3-й генерал-квартирмейстер Генерального штабу УНР.
З 5 жовтня 1920 року — генерал-хорунжий.
Жив у Польщі до осені 1923, коли переїхав у Париж. Був одним із засновників Українського воєнно-історичного товариства. Брав активну участь у діяльності української еміграції у Франції, був активним членом Української військової організації, представником УВО у Франції.
З 1924 року — керівник організації «Украінська громада у Франції».
3 лютого 1929 року був учасником Першого конгресу українських націоналістів у Відні, на якому був обраний заступником глави президії конгресу. Увійшов до складу проводу українських націоналістів, призначений його референтом по військових питаннях (з 1933 року керував цієї референтурой разом з генералом В. Курмановичем). У 1930-х рр. генерал Капустянський керував перевишколом колишніх старшин Армії УНР і УГА у станиці ОУН неподалік Гданська. У 1932-1938 роках голова Українського народних (потім — національного) союзу. Видавав у Франції журнал «Військові Знання». У 1934 році організував у Парижі Українську громаду. Після того як до неї увійшли ще кілька українських товариств, виник Український Народний Союз, який став одним зі співзасновників Організації Українських Націоналістів.
У 1935-1936 роках перебував у США і Канаді в організаційній місії ОУН. У 1939 році учасник 2-го Великих зборів Організації українських націоналістів у Римі, належав до числа прихильників Голови ПУН Андрія Мельника. З 1940 року, після розколу ОУН, залишився в організації, на чолі якої стояв Голова ПУН Андрій Мельник.
Після початку німецько-радянської війни слідом за наступальними німецькими військами прибув до окупованого німцями Києва. Учасник і військовий керівник Похідних Груп в 1941-1943 роках. У 1941 році — заступник голови Української національної ради в Києві, брав участь в установчих зборах. Заснував Українське військове суспільство імені П. Полуботка, намагався формувати українські військові частини у складі Вермахту, очолив Інститут вивчення української визвольної боротьби.
Наприкінці 1941 року виїхав до Відня, згодом — до Львова, де в 1942-1944 роках намагався керувати процесом створення партизанських частин ОУН на чолі якої стояв Голова ПУН полк. Андрій Мельник.
З 1945 року перебував на еміграції у Мюнхені.
Продовжував активно брати участь у діяльності української націоналістичної еміграції як один з найближчих сподвижників Голови ПУН полк. Андрія Мельника.
З 1948 року — військовий міністр «уряду УНР у вигнанні», член Вищої військової ради, йому було надане військове звання генерал-поручика, потім — генерал-полковника.
Учасник 3-го, 4-го і 5-го Великих зборів ОУН, з 1964 року — глава сенату Українського націоналістичного Руху — обраний на великому зборі 19-25 липня.
У 1951 році заснував Військово-наукове товариство.

## Ідеї та погляди
- Прагнув об'єднання всіх українських комбатантів в одній організації[9].
- Мріяв, щоб на еміграції спільними силами видавати дійсно поважний, репрезентативний військовий журнал, який засвідчував би перед усіма народами світу живучість також української військової думки, який своїм змістом відповідав би фаховим військовознавчим публікаціям Заходу. Часто підкреслював, що у т. зв. «суверенній Україні» (УРСР), конституція якої передбачає існування власних збройних сил, нема ані одного військового журналу в українській мові. В колишній царській Росії і в теперішньому СРСР не видається українською військовознавчих публікацій, а тільки російською. Українські вояки в радянській армії не мають ані одної військової газети або журналу, ні одного військового підручника або інших видань у рідній мові. Це доказує, що також радянська армія є одним з найсильніших русифікаторських засобів в руках Москви[9].
- Прихильно ставився до вояків дивізії «Галичина».

## Перепоховання
22 січня 2010 року був урочисто перепохований на Личаківському цвинтарі у Львові.

## Вшанування пам'яті
Провулок Миколи Капустянського у місті Житомир.
У місті Дніпро є вулиця Генерала Капустянського.
У місті Покровськ вулицю Благодатну перейменували на вулицю Миколи Капустянського.

## Нагороди
Царські:

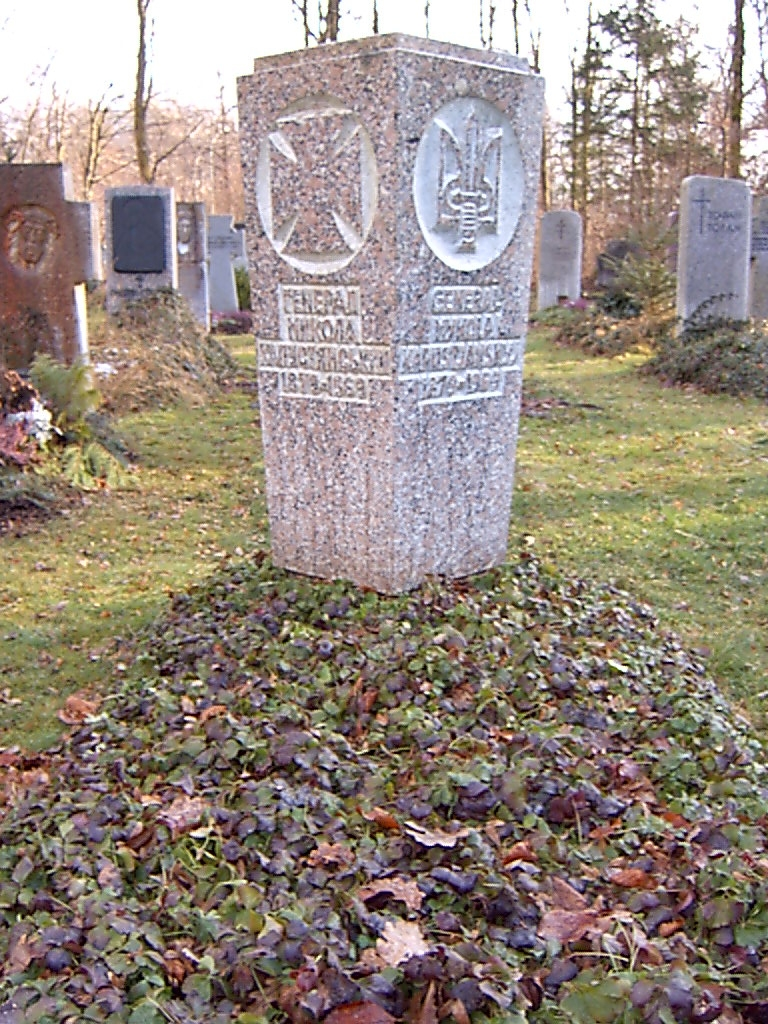
Колишня могила Миколи Капустянського на мюнхенському цвинтарі Вальдфрідгоф

- Імператорський орден Святого Рівноапостольного князя Володимира 4-го ступеня з мечами й бантом
- Орден Святої Анни 4-го ступеня
- Орден Святого Станіслава 2-го ступеня
- Орден Святого Станіслава 3-го ступеня

Українські:
- Хрест Симона Петлюри
- Галицький Хрест

## Праці
- «Похід Українських армій на Київ-Одесу в 1919 році (1921—1922, 1946)».
- Українська збройна сила й українська національна революція. — Саскатун: Новий Шлях, 1936. — 50 с.
- Історія українського війська / Іван Крип'якевич, Микола Капустянський, Богдан Гнатевич, Святослав О. Шрамченко, Осип Думін, Зенон Стефанів, Лев Шанковський, Степан Росоха. — Вінніпеґ: Клюб Приятелів Української Книжки; Видавець Іван Тиктор, 1953. — 860 с.
- Похід Українських армій на Київ–Одесу в 1919 році (Короткий воєнно-історичний огляд). — Видання друге. — Ч. 1–2. — Мюнхен, 1946. — 130 с. — (Матеріяли до воєнної історії. — Кн. 2).
- Похід Українських армій на Київ–Одесу в 1919 році (Короткий воєнно-історичний огляд). — Видання друге. — Ч. 3. — Мюнхен, 1946. — 225 с. — (Матеріяли до воєнної історії. — Кн. 2).